# Pietro Betti

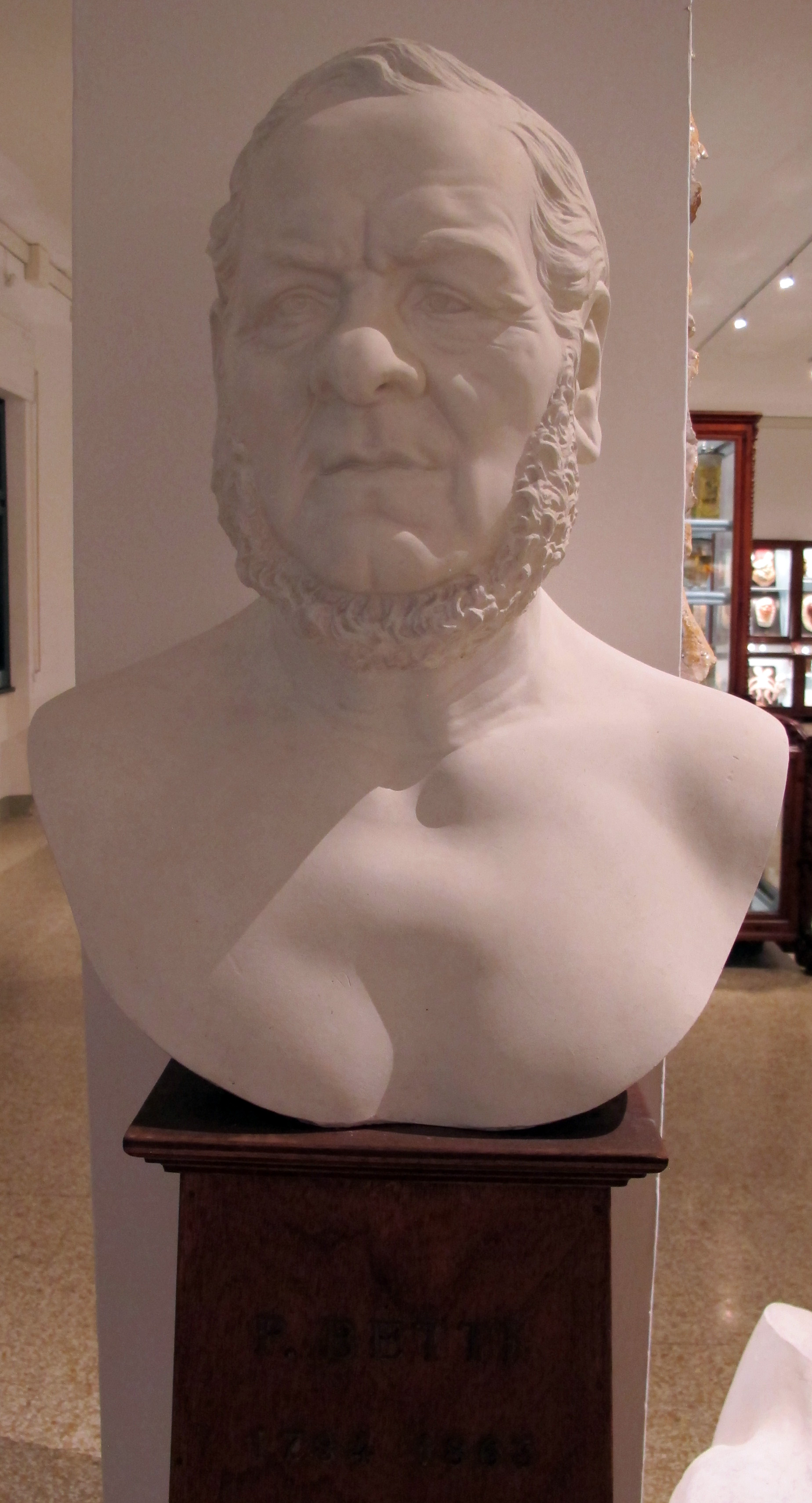
Busto

Pietro Betti (Mangona, 28 ottobre 1784 – Firenze, 11 aprile 1863) è stato un medico italiano.

## Biografia
Nacque nel 1784 a Mangona, villaggio del Mugello ora frazione di Barberino, da Giuseppe Betti e Apollonia Corsini. Dopo iniziali studi in lettere presso il Seminario vescovile di Firenze, passò allo studio delle scienze fisiche e matematiche unito alla medicina all'Università di Pisa, dove fu allievo di Francesco Vaccà. Completò gli studi a Firenze, ottenendo la matricola medica il 14 gennaio 1809.
Nel 1813 fu nominato chirurgo soprannumerario nell'Arcispedale fiorentino di Santa Maria Nuova e nel 1815 chirurgo del Blefarotrofio. Nel 1822 entrò a far parte della Ven. Arciconfraternita della Misericordia di Firenze dove venne inserito nel "Ruolo degli individui atti a fare la carità di soccorrere gli asfissi" secondo i nuovi dettami del "Buon Governo granducale" . Nel 1824 gli venne assegnato l'insegnamento delle Istituzioni chirurgiche nella Scuola Medico-Chirurgica fiorentina. Nelle sue lezioni sottolineò l'importanza per la chirurgia dell'anatomia patologica, ramo delle scienze mediche che ha origini da Antonio Benivieni nel XVI secolo a Paolo Mascagni.
Il 31 ottobre 1828 gli fu affidata la cattedra di anatomia comparata, affiancato da Ferdinando Zannetti in qualità di dissettore, cioè addetto alle dissezioni anatomiche.
Fu tra gli organizzatori del Museo Patologico di Firenze. Con le sue ricerche dette un notevole contributo allo sviluppo della medicina legale.
Nel 1836 gli fu affidato l'insegnamento di fisiologia e patologia nella Scuola medica fiorentina. Nel 1834, e poi nel 1854, scoppiato il colera in Toscana, fu nominato responsabile di tutti i lazzaretti della regione. Rappresentò il Granducato di Toscana alla Conferenza Internazionale di Parigi (1850-1851) Riordinò inoltre l'amministrazione sanitaria del granducato, nominato alla direzione della Soprintendenza di sanità medica interna con Motu proprio granducale del 22 febbraio 1841. Tentò anche di attuare un riordinamento degli studi medici, dando maggiore importanza al tirocinio pratico, ispirandosi alla realtà tedesca.
Tra il 1860 ed il 1862 pubblicò un trattato sulla medicina pubblica in 6 volumi.
Negli ultimi anni della sua vita fu fondatore e presidente della Società Filoiatrica fiorentina e del Comitato medico dell'Associazione medica italiana.
La città di Firenze gli ha dedicato una strada.

## Pubblicazioni
- Cenni sul modo di preservarsi dal cholera e per amministrare i primi e più pronti soccorsi a chi ne cadesse malato, 1835.
- Dei mezzi per curare il cholera morbus e impedirne il ritorno: memoria, 1855.
- Considerazioni mediche sul cholera asiatico che contristò la Toscana nel 1835-36-37-49, 1856-58.
- Studi di medicina pubblica, 1860-62.
- Sul regolamento universitario nella sua pertinenza medico-chirurgica. Lettere, 1863.
- Sulla proposta governativa di un'unica Farmacopea ad uso del Regno d'Italia. Parere, 1863.

## Archivio personale
Alla sua morte, secondo il testamento olografo del 4 gennaio 1854, lasciò la sua libreria all'Arcispedale di Santa Maria Nuova e i disegni di anatomia patologica al Museo Patologico, mentre delle carte se ne sarebbe occupato Ferdinando Zannetti. A seguito della morte di quest'ultimo, nel 1881, probabilmente anche l'archivio andò all'Arcispedale insieme alla donazione degli eredi Zannetti, confluendo infine nel fondo antico della Biblioteca Biomedica dell'Università degli studi di Firenze. Il fondo di archivio Pietro Betti consiste in 16 unità archivistiche in cui è compresa la corrispondenza con Augusto Michelacci, Ubaldino Peruzzi, Ferdinando Zannetti e Zanobi Pecchioli.
Presso la Biblioteca Roncioniana è conservato un ulteriore fondo intestato a Betti Pietro all'interno della sequenza dei manoscritti roncioniani